# Конрад I (Олденбург)
Конрад I фон Олденбург (на немски: Konrad I von Oldenburg; * ок. 1315; † 1347, Олденбург) от Дом Олденбург е граф на Олденбург-Олденбург (1324 – 1367).

## Произход и управление
Той е син на граф Йохан II фон Олденбург-Олденбург (ок. 1270 – 1315) и втората му съпруга Хедвиг фон Дипхолц. 
От 1324 г. Конрад I управлява графството заедно с по-големите му полубратя Христиан IV и Йохан III, от 1342 сам и от 1345 г. заедно с племенника му Йохан IV. На 6 януари 1345 г. двамата графа дават на град Олденбург градските права на Бремен.

## Фамилия
Конрад I се жени ок. 1340 г. за графиня Ингеборг фон Холщайн-Пльон-Зегебург (1316 – 1343), дъщеря на граф Герхард IV фон Холщайн-Пльон-Зегебург и графиня Анастасия фон Шверин-Витенбург. Те имат децата:
- Конрад II (1342 – 1402), граф на Олденбург, женен за Кунигунда фон Дипхолц
- Ингебург
- Анастасия
- Герхард († 1368 в битка)
- Агнес (* ок. 1340; † sl. 1342), омъжена за граф Лудолф III фон Вунсторф († 1326)
- Кристиан V (ок. 1340 – 1399), граф на Олденбург-Велсбург, женен 1377 г. графиня Агнес фон Хонщайн-Херинген (ок. 1340 – 1404)